# Charles Merian Cooper

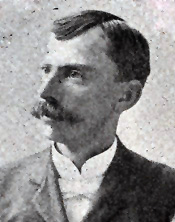
Charles Merian Cooper

Charles Merian Cooper (* 16. Januar 1856 in Athens, Georgia; † 14. November 1923 in Jacksonville, Florida) war ein US-amerikanischer Politiker. Zwischen 1893 und 1897 vertrat er den Bundesstaat Florida im US-Repräsentantenhaus.

## Werdegang
Im Jahr 1864 kam Charles Cooper mit seinen Eltern nach Florida, wo er die Gainesville Academy besuchte. Nach einem anschließenden Jurastudium und seiner im Jahr 1877 erfolgten Zulassung als Rechtsanwalt begann er in St. Augustine in seinem neuen Beruf zu arbeiten. Gleichzeitig schlug er als Mitglied der Demokratischen Partei eine politische Laufbahn ein. Im Jahr 1880 wurde Cooper in das Repräsentantenhaus von Florida gewählt. Vier Jahre später war er Mitglied des Staatssenats. Zwischen 1885 und 1889 übte er als Nachfolger von George P. Raney das Amt des Attorney General von Florida aus. 1889 wurde Cooper Mitglied einer dreiköpfigen Kommission, die die Statuten des Staates überarbeitete.
Bei den Kongresswahlen des Jahres 1892 wurde er im zweiten Wahlbezirk von Florida in das US-Repräsentantenhaus in Washington, D.C. gewählt, wo er am 4. März 1893 die Nachfolge von Robert Bullock antrat. Nach einer Wiederwahl im Jahr 1894 konnte er bis zum 3. März 1897 zwei Legislaturperioden im Kongress absolvieren. 1896 verzichtete Charles Cooper auf eine erneute Kongresskandidatur. In den folgenden Jahren praktizierte er als Anwalt in Jacksonville. Dort ist er am 14. November 1923 auch verstorben.